# María Ángeles Galino Carrillo
María Ángeles Galino Carrillo (Barcelona, 17 d'agost de 1915 – Madrid, 8 de març de 2014). Fou una pedagoga, membre de la institució Teresiana i del CSIC, que participà en la gestió política educativa espanyola durant les reformes del final del franquisme.

## Formació i trajectòria professional
Es formà al Liceu Francès de Barcelona per seguir estudis a l'Acadèmia Teresiana a Sant Sebastià. També estudià magisteri a Guipúscoa i es graduà el 1934. En 1940 es va llicenciar en Filosofia i Lletres per la Universidad Complutense de Madrid i el 1945 es doctorava a la mateixa universitat amb una tesi sobre Los tratados sobre educación de príncepes (siglos XVI i XVII).
Entre 1941 i 1945 va ser professora de l'escola experimental del Consejo Superior de Investigaciones Científicas (CSIC). Entrà a formar part de l'Instituto de Pedagogíaa San José de Calasanz. Aquest institut del CSIC va ser creat l'any 1941 com a nucli impulsor de la nova escola i el nova pedagogia amb què el franquisme volia omplir el buit provocat per l'exili o l'arraconament dels principals pedagogs republicans. També per a suplir la tasca dinamitzadora d'institucions claus de reforma educativa com el Museo Pedagógico Nacional, els fons i les funcions del qual va assumir el nou Institut del CSIC.
En el qual esdevingué Galino cap de la secció d'Història de la Pedagogia i l'Educació i també fou secretària de l'institut. En 1945 era professora d'Història de l'Educació de la Facultat de Filosofia i Lletres de la Universidad Complutense de Madrid. Des de 1953 fou catedràtica d'aquesta matèria fins a la seva jubilació l'any 1983. Era la primera dona catedràtica per oposició de la universitat espanyola. Així M. Ángeles Galino, juntament amb el també catedràtic Víctor García Hoz, que serà un destacat membre de l'Opus Dei i cap de l'Instituto de Pedagogia del CSIC, formà part dels poders polítics del franquisme que ocuparen la intelligentsia del nivell superior d'educació. Amb la voluntat, enfront de l'herència pedagògica republicana, d'edificar una pedagogia "verdaderamente española" des del CSIC i la Universidad Complutense. Galino pertanyia al grup de catedràtics vinculats al catolicisme i a la jerarquia eclesiàstica, que permeté frenar la influència del totalitarisme de la Falange a la universitat espanyola i cercar una modernització pedagògica i una legitimació basada en la tradició i la racionalitat.
Com a historiadora de l'educació tingué una concepció idealista, abordant especialment la història del pensament educatiu, personatges i institucions rellevants al món educatiu de diferents èpoques. El seu enfocament que des de l'Instituto San José de Calasanz com des de la seva universitat influïren, durant anys, en els plantejaments de la història de l'educació feta des de les altres universitats. Tot i que, amb els anys, va anant incorporant a la recerca de la història de l'educació les connotacions polítiques, sociològiques i culturals del procés educatiu. De tota manera, l'any 2000 i en el context de la crisi de valors que detectava, lamentava que no es disposés "d'una síntesi de la pedagogia d'inspiració catòlica que orientés a l'home en el seu caminar vers el seu objectiu transcendent, en mig del devenir de la història". Justament aquesta fou el tema del seu discurs d'ingrés a la Real Academia de Doctores el 25 de maç de 1980: Presupuestos culturales para una pedagogía de los valores en el siglo XX.
S'interessà i participà activament en la renovació i enfortiment de la pedagogia llatinoamericana. La seva activitat com a professora visitant a les universitats de Rio de Janeiro (el Brasil) i Costa Rica (1954), de Xile (1964), de Gant (Bèlgica) en 1972, i de Lima (el Perú) en 1991, va fer que en 1968 fos nomenada delegada de la UNESCO per a la planificació de facultats d'educació al Brasil.

## Seguint l'estela de Pedro Poveda
Des de jove, als anys trenta del segle xx, era membre de la Institució Teresiana. Entitat religiosa formada per laics que animava a les dones a fer estudis universitaris o superiors. Un fet força insòlit en el context de l'Espanya de la primera meitat del segle xx. Aquest fou el cas de Galino. Aquesta associació de laics havia estat fundada per Pedro Poveda amb persones que cerquessin unir la fe i la ciència. Va dedicar bona part de la seva recerca històrica a aprofundir en la vida, doctrina i obra Pedro Poveda.
M. Ángeles Galino arribà a ser directora general de la Institució Teresiana entre 1977 i 1988. Posició des de la qual impulsà dins en l'Església catòlica la presència activa dels laics. En 1987 participà com auditora al Sínode dels Laics, a Roma. Era convençuda de què la formació i la cultura eren unes eines imprescindibles per alliberar la dona dels condicionaments atàvics que han condicionat els drets de les dones i la seva acció tant a la societat com a l'Església.

## L'educació personalitzada. La reforma educativa
Des d'un punt de vista pedagògic, com ella mateixa indicà, totes les seves actuacions foren encaminades construir les bases d'una educació humanitzadora per aconseguir fer-la més personalista i comunitària.
La seva concepció educativa és directament influïda pel jesuïta francès Pierre Faure, que tradueix educativament el personalisme sorgit en finalitzar la devastadora Segona Guerra Mundial en resposta als totalitarismes. L'educació personalitzada proposa reorientar tot el procés educatiu referint-lo a la persona. Personalitzar el procés educatiu, donar caràcter personal al mateix, no és tant adaptar-lo a les peculiaritats individuals com portar-lo endavant tenint en compte sempre la persona.
Defensant una escola realment formadora de la persona. Galino veu el personalisme com la «doctrina que afirma la primacia de la persona humana sobre les condicions materials i sobre les estructures col·lectives que sostenen el seu desenvolupament»
Ángeles Galino s'adonà que calia una reorientació de l'educació de franquisme que respongués als reptes que, als anys seixanta i setanta del segle xx, plantejaven el creixement econòmic i els canvis socials conseqüents. També hi obligaven organismes internacionals com la OIT, la UNESCO o el Consell d'Europa. Conseqüentment, Galino s'implicarà directament en la política col·laborant amb el Ministerio de Educación Nacional quan aquest emprèn la reforma del sistema educatiu espanyol. Al costat de José Blat Gimeno i Ricardo Díez Hochleitner, treballant amb el ministre José Luis Villar Palasí. Coordinà els treballs de preparació de la Llei General d' Educació i Financiamient de la Reforma Educativa de 1970 des deels seus càrrecs directora general d'Ensenyaments Mitjà i Professional i de directora general d'Ordenació Educativa (1969-1971).

## La dona i societat
Fonamentalment la visió d'Ángeles Galino sobre la dona és continguda, entre altres treballs, al seu llibre La mujer en esta encrucijada (1961), i al discurs d'ingrés a l'Acadèmia de Doctors María y la mujer hoy en la Iglesia y en la sociedad (1980). És molt crítica amb la situació subordinada que es troba la dona en els àmbits familiars, educatius i professionals. Però això no la va portar a subscriure els posicionaments del feminisme coetani que adjectiva d'hedonista i materialista.
Senyalava que, tot i que la maternitat era "una excelsa función, atributo privativo de la mujer y fuente de sus goces más puros, si se la convierte en la única función asignada a la mujer, en el fondo se la está degradando”
Vol conjuminar, no sense certa contradicció, els valors i rols tradicionals de la dona amb la seva incorporació a la vida moderna. Entén que les dones han de ser les principals promotores del seu alliberament i contribuir al de tothom allà on sigui. També que les dones ofereixen una forma pròpia de fer entrar els temps de Déu al temps de la humanitat.

## Obres
- Los tratados de educación de príncipes Madrid, Bolaños y Aguilar, 1948,
- Tres hombres y un problema. Feijoo, Sarmiento y Jovellanos. Madrid. CSIC; 1953.
- Historia de la Educación. Edades Antigua y Media, Madrid, Gredos, 1961
- La mujer en esta encrucijada. Madrid: Instituto Ramiro de Maeztu, 1961.
- Pedro Poveda. Itinerario pedagógico, Madrid, Iter, 1964,
- Madres e hijas. Irun: Ethos, 1967.
- Textos pedagògicos hispanoamericanos. Madrid, Iter, 1968.
- La Historia de los sistemas de Educación Contemporáneos, Madrid, UNED - Ministerio de Educación y Ciencia, 1976-1977
- María y la mujer hoy en la Iglesia y en la sociedad. Discurso de Ingreso en la Real Academia de Doctores, Madrid, Narcea, 1980
- (Dir.). Personalización educativa. Génesis y estado actual. Madrid: Rialp.1991
- “L’Education en Espagne”,a G. Mialaret y J. Vial (eds.), Histoire Mondiales de L’Education, Paris, Presses Universitaires de France, 1981
- Humanismo pedagógico de Pedro Poveda: algunas dimensiones. Madrid, Narcea, 2000